# جوان دياز (شخصية كرتونية)
جوان دياز، نجم نجوم الأرجنتين وكابتن منتخبه. صاحب المهارات المتعددة والأكروبات المثيرة والأهداف الخارقة. يبدو عليه في البداية، كما ظهر في نهاية السلسلة الأولى من أنمي كابتن ماجد التكبر والتغطرس، إلا أن مباراته مع المنتخب العربي غيرت تلك الصفات فيه.
كان دياز يلعب بالكرة منذ بلوغه من العمر 7 أشهر. لديه سبعة إخوة. صديقه المفضل، ألان باسكال. إن دياز موهوب للغاية، وسريع جدًا في تنفيذ الحركات. في السلسلة الثانية، يخسر دياز (منتخب الأرجنتين) ضد شنايدر (منتخب ألمانيا) بنتيجة 3 – 2.
في الأنمي المدبلج للعربية، تم اعتماد اسم (دياز) في الجزء الرابع والخامس.

## من تقنياته واسلوبه
- الضربة الساحقة (أو السريعة)
- ضربة الموزة
- ثنائي الأرجنتين الذهبي (مع باسكال)
- محاورة الثنائي الذهبي (مع باسكال)
- المحاورة الأعجوبية الخارقة